# Lukaveț, Brodî
Lukaveț (în ucraineană Лукавець) este un sat în comuna Batkiv din raionul Brodî, regiunea Liov, Ucraina.

## Demografie
Componența lingvistică a localității Lukaveț
     Ucraineană (100%)
Conform recensământului din 2001, toată populația localității Lukaveț era vorbitoare de ucraineană (100%).